# Duff (gruppo musicale)
I Duff sono un gruppo punk rock - melodic hardcore punk nato nel 1998 a Cosenza. Tra le 
band più attive della scena punk dell'Italia meridionale, hanno collezionato circa 350 live in tutte le regioni d'Italia. Hanno all'attivo 5 dischi ed una raccolta e fanno attualmente parte del roster di band della Indiebox Music.

## La storia

### Primi Demo - 1998/2000
La band si forma tra la fine del 1997 e l'inizio del 1998: Luca e Totonno sono rispettivamente batterista e chitarrista della band Hard rock "Alison", mentre Andrea ed Aldo militano in diverse formazioni Rock e Metal cosentine.
Il battesimo come gruppo punk rock avviene alla fine del 1997 con alcuni concerti in una formazione a tre, senza Andrea, durante i quali veniva utilizzato un nome differente per ogni concerto (tra cui "TnT", "Ppooh", "Dicks full of water", "D.F.O.W.", "Litioni"). Nei primi mesi del 1998 subentra come chitarra solista Andrea e poco dopo il suo ingresso viene registrata una demo di 4 pezzi, più avanti ristampata in tiratura limitata con il titolo di "I Duff fanno schifo".
La band viene poco dopo ospitata sulle frequenze di Radio Ciroma, in previsione della partecipazione al festival per band emergenti organizzato dalla stessa presso il Castello Svevo di Cosenza. L'irriverenza verso il politicamente corretto e le volgarità sfoderate per l'occasione dalla band, portano il collettivo della radio a decidere di escludere i Duff dalla manifestazione musicale.  Da questo episodio nascerà il primo pezzo veramente conosciuto della band, Il Castello, diventato una piccola leggenda del panorama musicale cosentino. Lo stesso, assieme ad altri 7 nuovi brani, verrà registrato in un secondo demo, "Fuck Simile", datato 1999. La band, sebbene ostenti sempre la propria attitudine volutamente poco professionale, si adatta a suonare fin dai primi anni in qualunque situazione, collezionando quasi un centinaio di date in poco più di due anni.

### Diswacciuwont - 2001/2004
Nel 2001 registrano quindi il primo full length, "Diswacciuwont", stampato nel 2003 da Decibel Records e distribuito in esclusiva per l'Italia da Venus. Il disco, che contiene nuove registrazioni di alcuni brani di "Fuck Simile" più numerosi inediti, riceve un buon riscontro di pubblico e ottime recensioni su fanzine e webzine indipendenti. I Duff ripartono con una intensa attività live, che li porta a confrontarsi con numerose band, tra cui i vicentini Derozer. Si afferma presto tra le due band un sodalizio di amicizia e collaborazione musicale.

### Dodici centesimi al Km - 2005/2008
Verrà registrato alla fine del 2005 il successivo full length, Dodici centesimi al km, licenziato proprio dalla Derotten records dei Derozer. Il disco mostra una buona crescita musicale e compositiva ed aumenta  considerevolmente la popolarità dei cosentini, anche grazie al tormentone "Chiamami scemo, ma non chiamarmi emo". In questo periodo i Duff diventano gruppo spalla ufficiale dei Derozer per tutte le date del tour 2006/2007. Dovrebbero inoltre esibirsi al Meeting Etichette Indipendenti, ma proprio mentre erano in viaggio verso Faenza si vedono costretti a rinunciare a causa di un incidente automobilistico, dal quale fortunatamente escono completamente illesi. Intanto il bassista Aldo per motivi di lavoro è costretto a lasciare la band e a trasferirsi a Londra. Subentra quindi Vinxz, giovane bassista cosentino di origini trentine. Nel marzo 2008, per commemorare i 10 anni della band, viene pubblicata una compilation autoprodotta, a tiratura limitata ed intitolata "The Worstest Hits". La compilation contiene tutti i brani delle prime demo più due inediti. È del 2008 anche l'incontro con i ragazzi della Wynona Records, con i quali nasce una grande amicizia che alla fine dell'anno si concretizza con la proposta di licenziare la successiva uscita dei Duff proprio su Wynona.

### Tallone da killer - 2009/2010

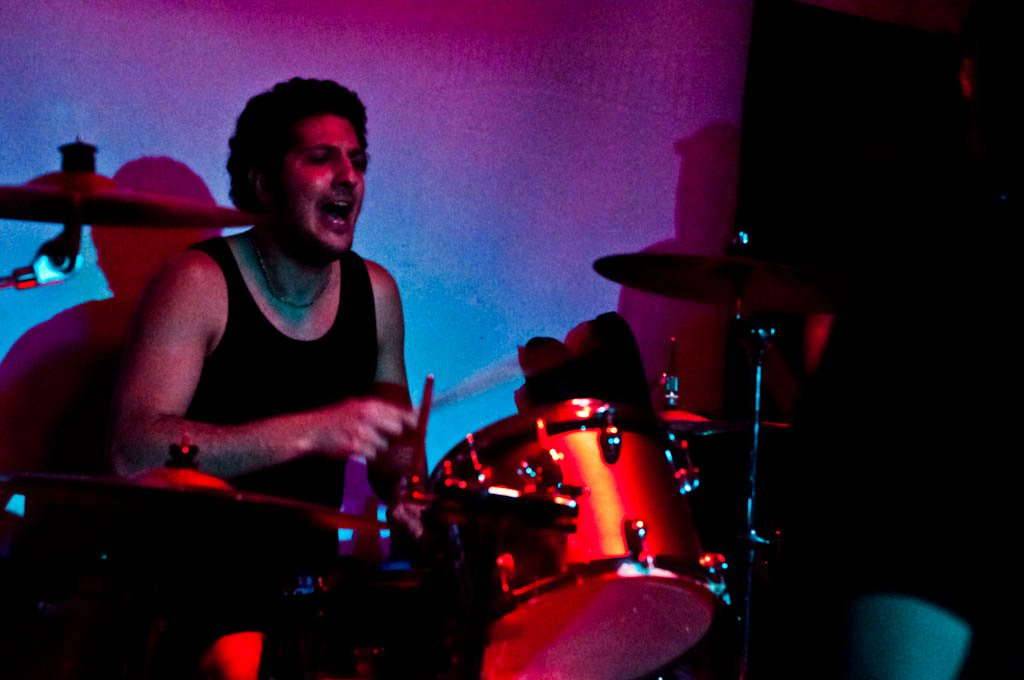
Umberto "Santasubito" Intini nel marzo 2011 a Napoli.

Le registrazioni del nuovo full-length si svolgono tra l'aprile e il maggio 2009 presso gli studi West Point di Cosenza, mentre il Missaggio e il Mastering vengono eseguiti a Los Angeles da Ryan Greene, già produttore di Nofx, Lagwagon, No Use for a Name. Uscito nell'ottobre 2009 per Wynona Records, "Tallone da Killer" viene distribuito in esclusiva per l'Italia da RudeNetworks Snc. Parte quindi il "Tallone da Killer Tour", che impegna i Duff per oltre un anno, portandoli a dividere il palco con grandi nomi del punkrock mondiale come  Nofx e Marky Ramone dei Ramones. Alla fine del 2010 il batterista Lucagà decide di lasciare la band per motivi personali.

### Eventi recenti - 2011/2012
Tra la fine del 2010 e l'inizio del 2011 fa il suo ingresso nella formazione il nuovo batterista Umberto "Santasubito" Intini. Dopo una decina di date di rodaggio nei primi mesi del 2011, l'arrivo del nuovo membro apre le porte ad una nuova fase di lavoro in studio per la stesura di brani inediti. Nel novembre 2011 i Duff firmano ufficialmente per la IndieBox Music . Il nuovo album contiene 15 brani, esce nel novembre 2012 ed è intitolato Ci sono gente che non stanno bene. Il video che precede l'uscita è Voglio diventare un Hipster, che raggiunge su YouTube oltre 20.000 visualizzazioni in un mese.
Il 3 luglio 2012 i Duff diventano il primo gruppo PunkRock d'Italia a distribuire una propria applicazione ufficiale su App Store. "iDuff" contiene testi, sfondi, news e la discografia completa in mp3..
Nel 2017 annunciano il loro scioglimento dopo 19 anni di attività.

## Formazione

### Formazione attuale
- Antonio "Totonno" Nevone - voce, chitarra (1998-2017)
- Umberto "Santasubito" Intini - batteria (2011-2017)
- Andrea "Bradipo" Tradigo - chitarra (1998-2017)
- Vincenzo "Vinxz" Basile - basso (2006-2017)

### Ex componenti
- Aldo "Pretz" Furlano - basso (1998-2006)
- Luca "Lucagà" Garro - batteria (1998-2010)

## Discografia
Album in studio
- 2003 - Diswacciuwont
- 2006 - 12 Centesimi al Km
- 2009 - Tallone da killer
- 2012 - Ci sono gente che non stanno bene

Demo
- 1998 - Demo
- 1999 - Fuck Simile

EP
- 2008 - The Worstest Hits